# Machop Chol
 (octobre 2024).
Machop Chol, né le 14 novembre 1998 à Khartoum au Soudan, est un footballeur international sud-soudanais, qui évolue au poste d'attaquant au Žalgiris Vilnius.

## Biographie

### Parcours en club
Né à Khartoum au Soudan, Chol immigre avec sa famille aux États-Unis en 2000. Sa famille s'installe à Clarkston, dans l'état de Géorgie, où il apprend à jouer au football. Machop Chol est formé par le DDYSC Wolves puis Atlanta United. En août 2017, lors de sa période universitaire, il joue pour les Demon Deacons de Wake Forest. Il fait ses débuts avec les Demon Deacons le 25 août contre les Scarlet Knights de Rutgers, où il inscrit son premier but. 
Le 19 janvier 2021, Chol signe un contrat de Homegrown Player avec Atlanta United. C'est avec ce club qu'il fait ses débuts en professionnel, jouant son premier match le 17 avril 2021, lors d'une rencontre de championnat face à Orlando City. Remplaçant, il entre au jeu à la 66e à la place de Jake Mulraney. Les deux équipes se neutralisent sur le score de zéro à zéro.
Le 6 mars 2025 il signe un contrat avec le club lituaniens, FK Žalgiris. Son contrat est jusque à la fin de l'année civile.

### Parcours en sélection
Il reçoit sa première sélection en équipe du Soudan du Sud le 27 janvier 2022, contre l'Ouzbékistan. Lors de cette rencontre amicale, le Soudan du Sud s'incline sur le score de trois buts à un zéro.